# Кнівста (комуна)
Комуна Кнівста (швед. Knivsta kommun) — адміністративно-територіальна одиниця місцевого самоврядування, що розташована в лені Уппсала у центральній Швеції. Утворена з 1 січня 2003 року, відокремившись від комуни Уппсала. 
Кнівста 237-а за величиною території комуна Швеції. Адміністративний центр комуни — місто Кнівста.

## Населення
Населення становить 15 259 чоловік (станом на вересень 2012 року). 
| Кількість населення комуни Кнівста за 2005-2010 роки | Кількість населення комуни Кнівста за 2005-2010 роки | Кількість населення комуни Кнівста за 2005-2010 роки | Кількість населення комуни Кнівста за 2005-2010 роки | Кількість населення комуни Кнівста за 2005-2010 роки |
| ---------------------------------------------------- | ---------------------------------------------------- | ---------------------------------------------------- | ---------------------------------------------------- | ---------------------------------------------------- |
| Рік                                                  |                                                      |                                                      | Населення                                            |                                                      |
| 2005                                                 | 2005                                                 |                                                      | 13 324                                               | 13 324                                               |
| 2010                                                 | 2010                                                 |                                                      | 14 724                                               | 14 724                                               |
| Джерело: SCB                                         |                                                      |                                                      |                                                      |                                                      |

## Населені пункти
Комуні підпорядковано 2 міські поселення (tätort) та низка сільських, більші з яких:
- Кнівста (Knivsta)
- Альсіке (Alsike)
- Больстаберг (Bålstaberg)
- Вассунда (Vassunda)

## Міста побратими
Комуна підтримує побратимські контакти з такими муніципалітетами:
- Йомала, Фінляндія, Аландські острови

## Галерея

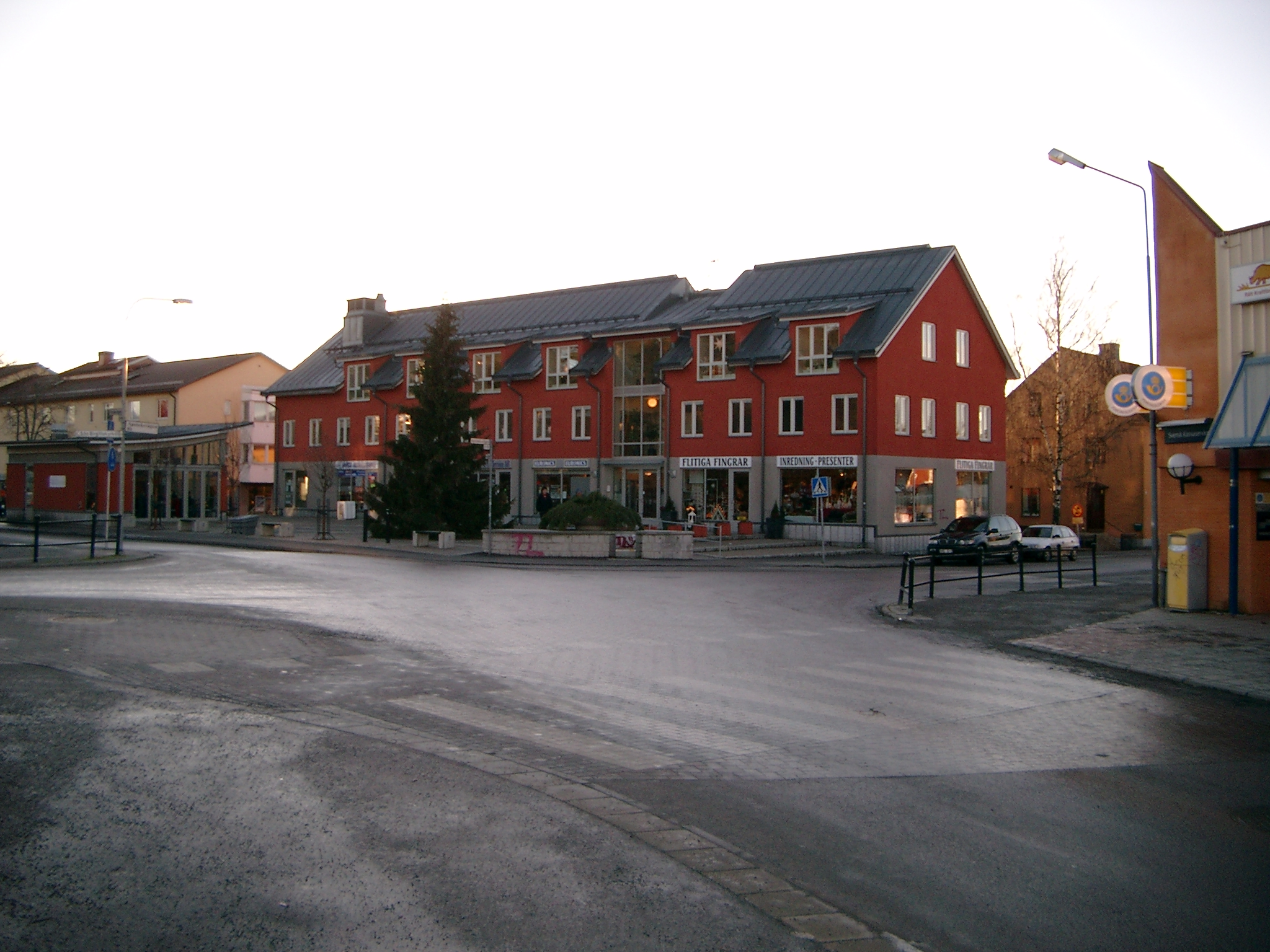
Центр міста Кнівста
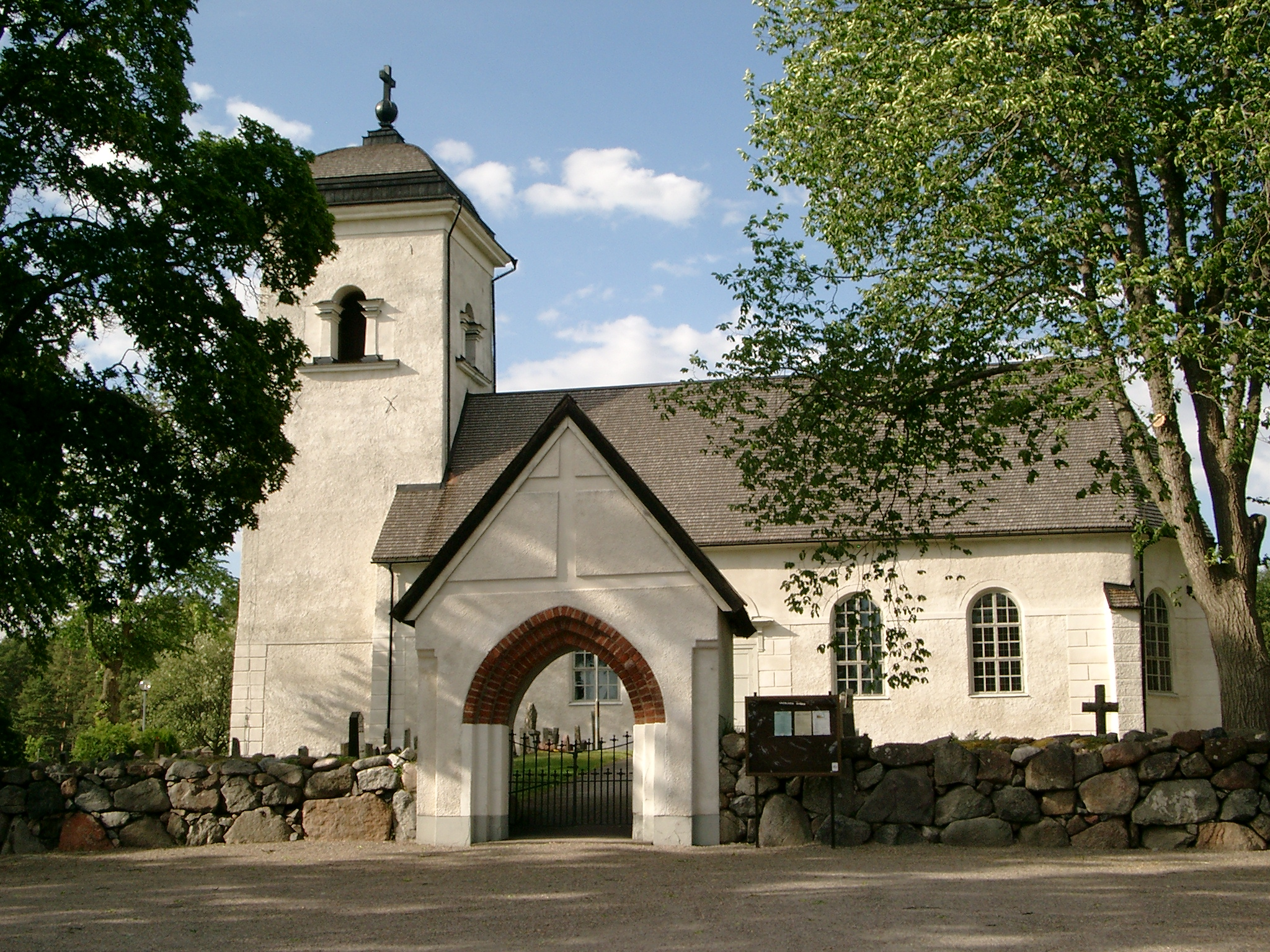
Церква (Вассунда)
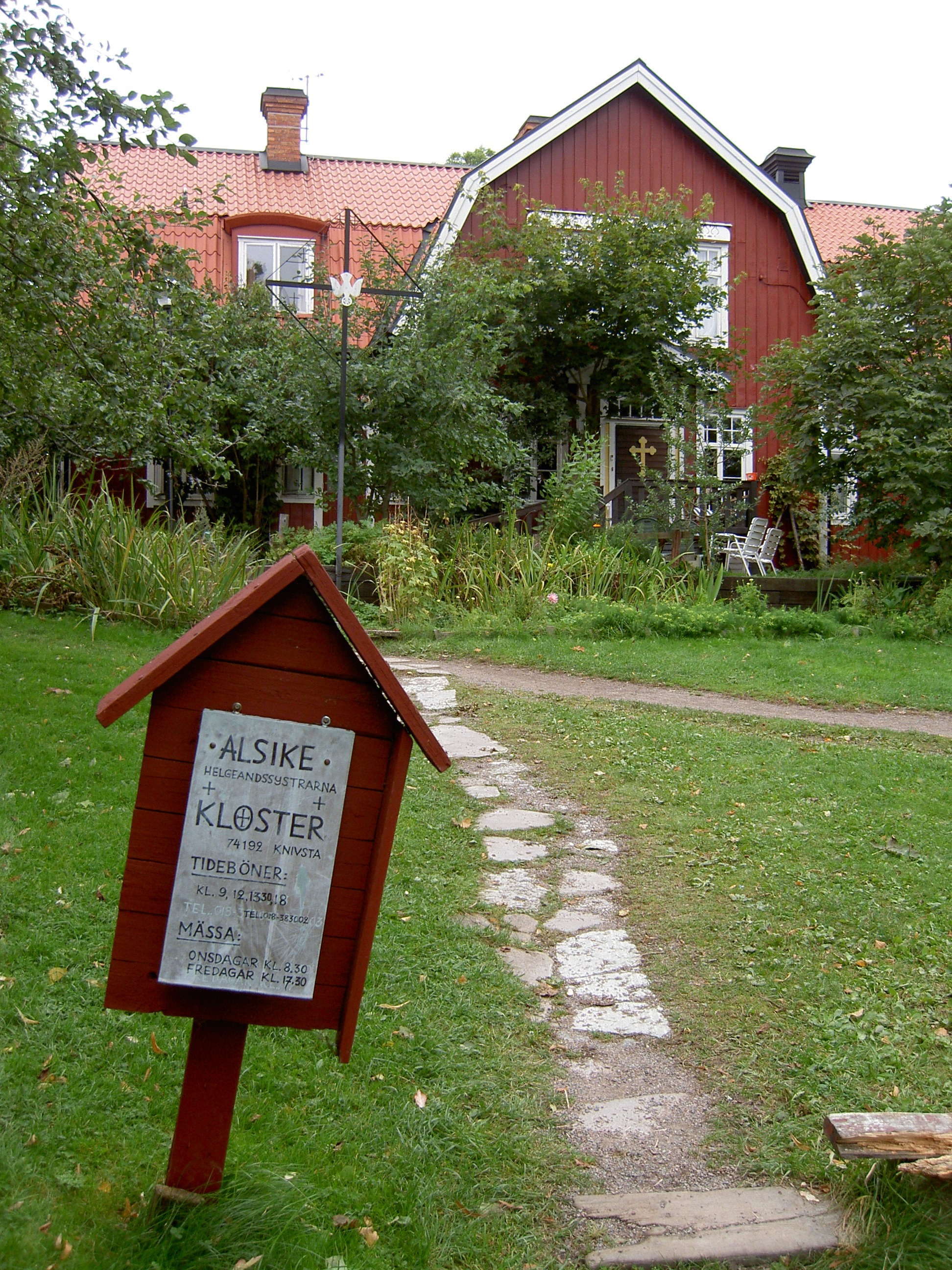
Монастир в Альсіке
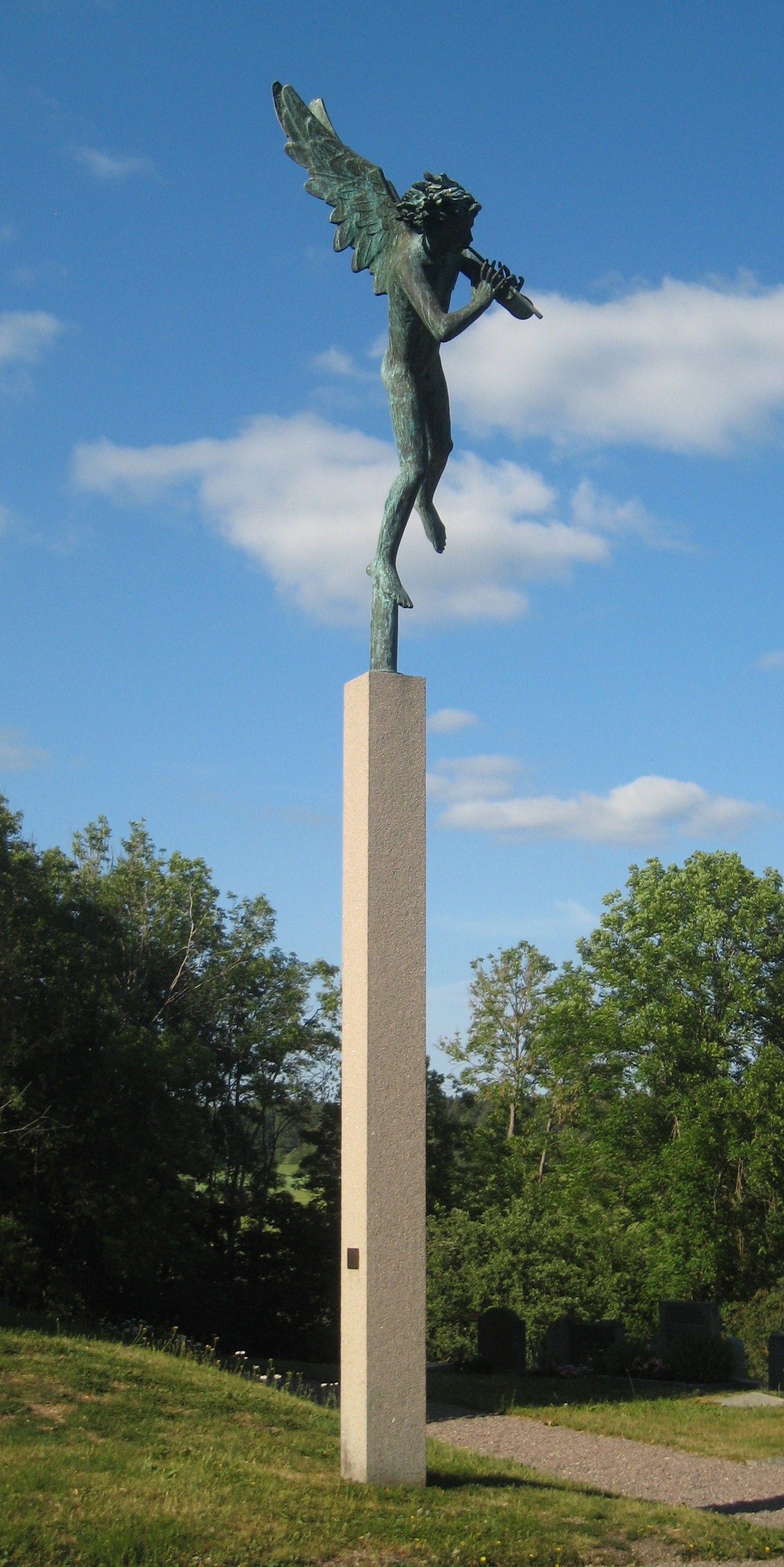
Скульптура К. Міллеса «Ангел грає на флейті»

## Виноски
1. ↑  Folkmängd och befolkningsförändringar - Kvartal 4, 2024 — Статистичне управління Швеції, 2025.
2. ↑  Kommunstyrelsen (KS) — Кнівста.
3. ↑  Folkmangd i riket, lan och kommuner (шв.) . Центральне бюро статистики Швеції. Архів оригіналу за 20 серпня 2013. Процитовано 5 лютого 2013.